# Band of Joy
Band of Joy fue una banda inglesa de rock fundada en 1966 por el cantante Robert Plant en West Bromwich. Generalmente la prensa especializada divide la historia de la agrupación en cuatro etapas; los primeros meses de 1966; de 1967 a 1968, que es conocida como la más importante; de 1977 a 1983, sin Robert Plant; y la reencarnación de 2010 a 2011, en donde se publicó su álbum homónimo. Dentro de los dieciocho músicos que fueron parte de las distintas alineaciones se destacó a Robert Plant y John Bonham, quienes en 1969 fueron dos de los miembros fundadores de Led Zeppelin. Además, como dato, uno de los roadies de la agrupación en sus primeros años fue Noddy Holder, mayormente conocido por ser el posterior cantante de Slade.

## Historia

### Primeros años
Band of Joy se formó en 1966 en West Bromwich, inspirados por el sonido de los estadounidenses Jefferson Airplane, The Byrds y Moby Grape. La agrupación estaba conformada por Robert Plant (voz), Vernon Pereira (guitarra), Mick Reeves (bajo), Chris Brown (órgano) y Pete Robinson (batería), no obstante, a los cuatro meses después Plant tuvo problemas con el mánager que significó su salida a mediados del mismo año. Más tarde el resto de la banda cambió su nombre a The Good Egg, mientras que Plant optó por formar una nueva alineación de Band of Joy, pero no duró demasiado. En 1967, Plant y Brown formaron una nueva versión con Paul Lockley (bajo), Kevyn Gammond (guitarra) y John Bonham (batería), logrando atención en el círculo musical de Birmingham con un estilo marcado hacia el blues y soul. Por ese tiempo Gammond fue reemplazado por Dave Pegg, pero solo estuvo un par de meses ya que según él fue despedido por Plant. En 1968, Band of Joy estaba compuesta por Plant, Bonham, Mick Strode (guitarra) y John Hill (bajo), quienes alcanzaron a grabar un par de maquetas, pero en mayo del mismo año se separaron definitivamente cuando un supuesto contrato de grabación no se materializó.

### Los primeros álbumes: etapa de 1977 a 1983
En 1977, Kevyn Gammond y Paul Lockey decidieron revivir a Band of Joy junto a John Pasternak (bajo), Peter Robinson (batería) y Michael Chetwood (teclados). Previamente, Gammond, Lockey, Paternak y Robinson habían sido compañeros en la banda Bronco, agrupación que formaron en 1969 y que publicaron dos álbumes de estudio antes de su separación en 1973. En 1978 publicaron su álbum debut llamado simplemente Band of Joy, en la cual habían invitado a Plant y a Bonham a grabar algunas canciones, pero ambos músicos no se pronunciaron ante ello. Cinco años después pusieron a la venta 24k, un disco que a diferencia de la alineación de los sesenta mezcló sonidos progresivos con blues y rock. A los pocos meses después, la banda se separó sin detalles del porqué.

### Última alineación: 2010 a 2011
En marzo de 2010 Plant anunció una gira de doce conciertos por los Estados Unidos con una nueva alineación de Band of Joy, aunque informó que: «...tiene poco en común con Led Zeppelin o incluso con la original Band of Joy». Para completar la formación invitó a la cantante Patty Griffin, al guitarrista Buddy Miller, al bajista Byron House, al multiinstrumentista Darrel Scott y al baterista Marco Giovino, quienes en septiembre del mismo año publicaron el disco Band of Joy, logrando un gran éxito en las listas musicales como por ejemplo en el Reino Unido llegó hasta el puesto 3 de los UK Albums Chart y el lugar 5 en la lista Billboard 200 de los Estados Unidos. Tras el lanzamiento del álbum comenzaron una extensa gira de trece meses, en donde tocaron por Europa y Norteamérica, dando su último concierto el 7 de agosto de 2011 en el festival The Big Chili de Eastnor, cerca de Herefordshire. No obstante, el 30 de septiembre del mismo año fueron invitados al festival Hardly Strictly Bluegrass de San Francisco, siendo en definitiva el último concierto de la banda.

## Miembros
| - Robert Plant: voz (1966, 1967-1968, 2010-2011) - Vernon Pereira: guitarra (1966) - Mick Reeves: bajo (1966) - Pete Robinson: batería (1966, 1977-1983) - Chris Brown: teclados (1966, 1967-1968) - John Bonham: batería (1967-1968) (fallecido en 1980) - Kevyn Gammond: guitarra y coros (1967-1968, 1977-1983) - Paul Lockley: bajo, guitarra y coros (1967-1968, 1977-1983) - Dave Pegg: guitarra (1968) | - John Hill: bajo (1968) - Mick Strode: guitarra (1968) - Michael Chetwood: teclados y coros (1977-1983) - John Pasternak: bajo y coros (1977-1983) (fallecido en 1986) - Marco Giovino: batería y percusión (2010-2011) - Patty Griffin: voz y guitarra (2010-2011) - Buddy Miller: guitarra y coros (2010-2011) - Byron House: bajo (2010-2011) - Darrel Scott: guitarra, mandolina, lap steel, acordeón, banjo y coros (2010-2011) |

## Discografía
- 1978: Band of Joy
- 1983: 29K
- 2010: Band of Joy